# Brüsszeli metró
A brüsszeli metró (franciául Métro de Bruxelles, hollandul Brusselse metro) a belga főváros, Brüsszel metrórendszere. 4 metróvonalból áll, az 1-es, 2-es, 5-ös és 6-os metróból. A több mint 40 kilométer hosszú rendszer 37,5 kilométeres szakasza a föld alatt fut.
Az első tervet 1892-ben készítették el. 77 évvel később, 1969-ben a projekt első részeként egy 6 megállót tartalmazó földalatti alagutat hoztak létre villamosok számára. Ez lett a prémétro.
2010-ben mintegy 150 millió utast szállított a metró. 59 metróállomás, 15 premetróállomás és 7 átszállóhely létezik a mai hálózaton. A 32 kilométeres (a prémetrót nem számítva) hosszúságával a világon a 72. metró. A premetrót beleszámítva 55,7 kilométeres hosszával a 61. helyen áll. Állomások száma szerint a 36. és ha a premetró állomásait is beleszámoljuk, akkor a 26. helyen áll a világ metrói között.
A brüsszeli metró működtetését a STIB (Société des Transports Intercommunaux de Bruxelles) biztosítja; ez a részvénytársaság biztosítja a villamosok és a buszok többségének közlekedését is a Brüsszel fővárosi régióban. Brüsszel és agglomerációjának kiszolgálását a De Lijn és TEC regionális busztársaságok, valamint a nemzeti vasúttársaság az SNCB is biztosítja.
Az SNCB vasúthálózata bizonyos helyeken csatlakozik a metró- és villamoshálózattal Brüsszelben.
Belgiumban egyedül Brüsszelben van metró, Charleroi és Antwerpen városokban csak premetró-rendszer működik.

## Térkép

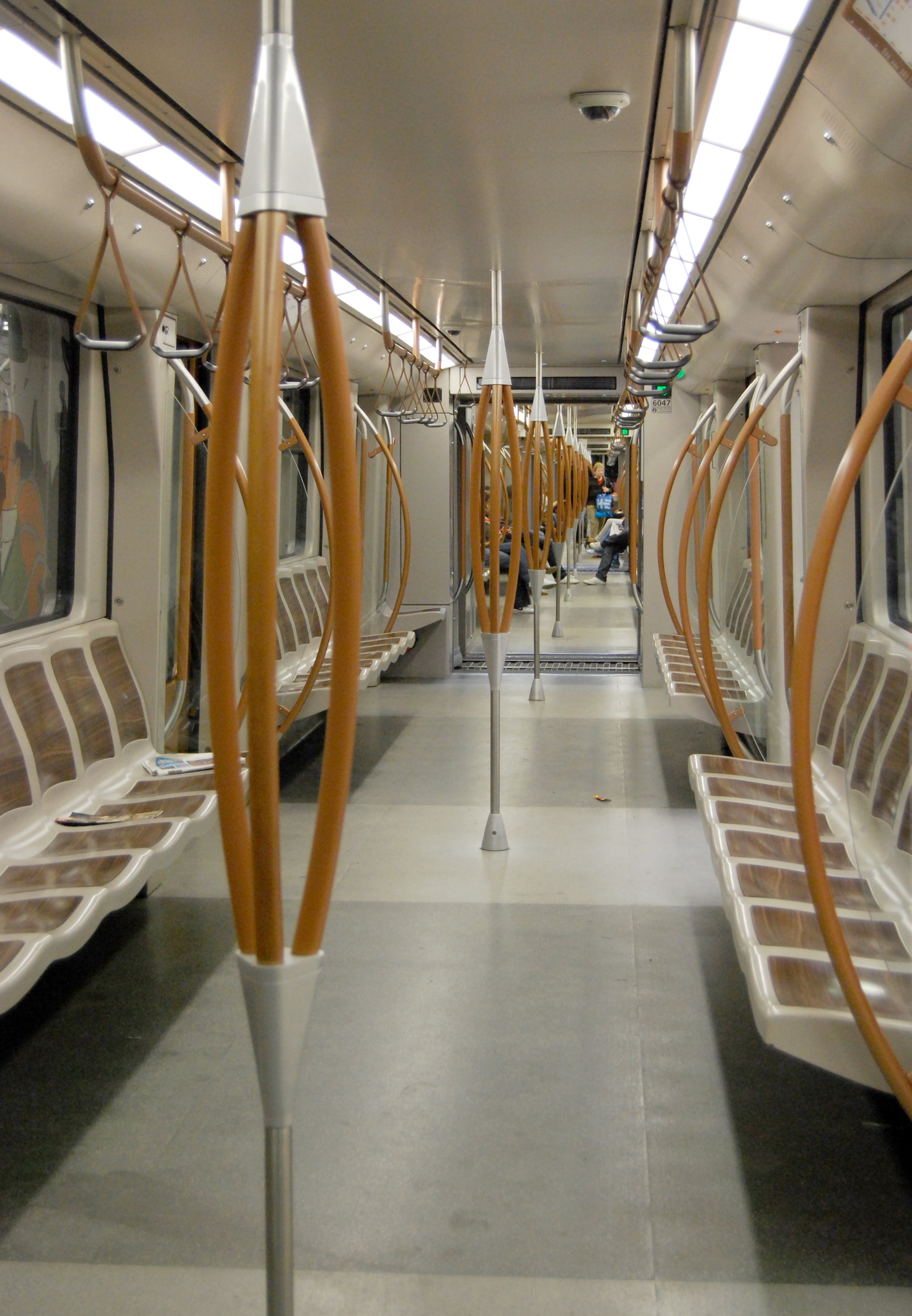
Egy „Boa” metró belseje

## Vonalak
| Vonal | Végállomások                  | Végállomások | Végállomások                    | Indítás   | Hossz   | Állomások száma | Közlekedési sűrűség |
| ----- | ----------------------------- | ------------ | ------------------------------- | --------- | ------- | --------------- | ------------------- |
| 1     | Gare de l'Ouest / Weststation | ↔            | Stockel / Stokkel               | 2009      | 12,5 km | 21              | 5 perc              |
| 2     | Elisabeth                     | ↔            | Simonis                         | 1988/2009 | 10,3 km | 19              | 6 perc              |
| 5     | Herrmann-Debroux              | ↔            | Érasme / Erasmus                | 2009      | 17,3 km | 28              | 5 perc              |
| 6     | Elisabeth                     | ↔            | Roi Baudouin / Koning Boudewijn | 2009      | 15,5 km | 26              | 6 perc              |

## Története
A brüsszeli metró első tervei 1892-ben készültek el, londoni és párizsi mintára. A terveket II. Lipót belga király – becenevén „az építő király” (fr. roi-bâtisseur) – támogatta. A 20. század első felében több földalatti vonalhálózati tervet is készítettek, viszont lakossági és adminisztrációs támogatás nélkül. Egészen az 1950-es évekig várni kellett, hogy meglegyen egy egészen rövid kis szakasz a Gare du Midinél. A prémétro alagútja 1969-ben nyílt meg a városközpontban több állomással is. Az igazi metró 1976-tól közlekedett.

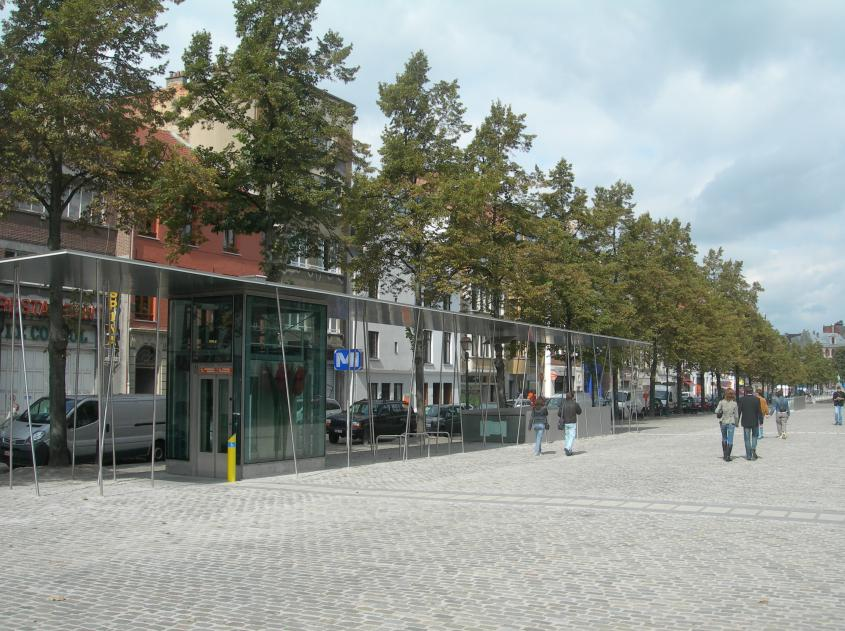
A Sainte-Catherine állomás bejárata

## Fordítás
- Ez a szócikk részben vagy egészben  a   Métro de Bruxelles című francia Wikipédia-szócikk ezen változatának fordításán alapul.  Az eredeti cikk szerkesztőit annak laptörténete sorolja fel. Ez a jelzés csupán a megfogalmazás eredetét és a szerzői jogokat jelzi, nem szolgál a cikkben szereplő információk forrásmegjelöléseként.